# Aplao
Aplao (in quechua Aplaw) è una cittadina del Perù, capoluogo della provincia di Castilla, nella regione di Arequipa.